# Рози Варт
Рози Варт (фр. Rosy Varte, арм. Ռոզի Վարդ; настоящее имя и фамилия Нварт Манвелян; 23 ноября 1923, Стамбул — 14 января 2012, Париж) — французская актриса театра и кино.

## Биография
Родилась 23 ноября 1923 года в Стамбуле в армянской семье. Вскоре после рождения девочки семейство переехало во Францию, — здесь Нварт окончила актёрскую студию Жана Вилара, дебютировав на театральной сцене в 1946 году. Рози Варт сыграла множество ролей в парижских театрах в спектаклях по произведениям Федерико Гарсиа Лорки, Нила Саймона, Расина, Альфонсо Лето. С 1971 года была актрисой театра «Комеди Франсез».
Дебют в кино состоялся в 1948 году, в фильме режиссёра Анри-Жоржа Клузо «Манон». За свою кинематографическую карьеру актриса сыграла множество удачных ролей. С 1985 по 1993 годы Рози Варт снималась в известном во Франции сериале «Maguy» (7 сезонов, 333 серии), выходившем в эфир на телеканале Antenne 2 (France 2). За участие в сериале актриса была удостоена в 1987 году премии «7 d’Or Night» .
Помимо ролей в кино, Рози Варт записала несколько песен. Вместе с группой известных французских артистов участвовала в исполнении песни «Pour toi Arménie» (с фр. — ««Для тебя, Армения»»), написанной в 1989 году Шарлем Азнавуром и Жоржем Гарваренцом. Песня, записанная с целью помочь пострадавшим от Спитакского землетрясения 1988 года, попала в книгу рекордов Гиннесса, так как заняла первое место в чарте синглов с первой же недели.
Рози Варт скончалась 14 января 2012 года, об этом сообщил её супруг, французский режиссёр и сценарист Пьер Бадель.

## Семья
- Муж — Пьер Бадель

## Награды
- 1987: премия «7 d’Or Night»
- 1998: Офицер Ордена Почётного легиона

## Фильмография
- 1948 : Manon
- 1949 : fr:Vendetta en Camargue
- 1951 : Trois femmes
- 1952 : Lettre ouverte
- 1952 : fr:Minuit quai de Bercy
- 1953 : Мужчины думают только об этом
- 1953 : Virgile
- 1953 : À nous deux, Paris !
- 1954 : Casse-cou Mademoiselle
- 1954 : Французский канкан
- 1955 : Les assassins du Dimanche
- 1955 : fr:Gueule d'ange
- 1956 : Pardonnez nos offenses
- 1958 : fr:En légitime défense
- 1958 : fr:Le Petit Prof
- 1960 : Fortunat
- 1960 : fr:Le Gigolo
- 1961 : fr:Le Tracassin
- 1961 : fr:L'Amour à vingt ans
- 1962 : Вендетта
- 1963 : Suzanne et le cambrioleur
- 1964 : fr:Un monsieur de compagnie
- 1964 : Анжелика — маркиза ангелов
- 1965 : Thomas l’imposteur
- 1965 : fr:Les sultans
- 1966 : fr:Trois enfants dans le désordre
- 1966 : Поездка отца
- 1968 : fr:Salut Berthe
- 1969 : fr:La Honte de la famille
- 1969 : Мой дядя Бенжамен
- 1969 : fr:Le Pistonné
- 1970 : fr:Daisy Town
- 1971 : fr:Le Viager
- 1972 : fr:Le Bar de la fourche
- 1972 : Хорошенькое дельце
- 1973 : La grande nouba
- 1974 : Страх над городом — Жермен Дуазон
- 1977 : fr:La Ballade des Dalton
- 1978 : Сбежавшая любовь
- 1980 : fr:T'inquiète pas, ça se soigne
- 1982 : fr:Le Braconnier de Dieu
- 1982 : Rock and Torah / Le Préféré
- 1982 : Le Bourgeois gentilhomme
- 1983 : fr:Garçon !
- 1984 : Весёлая Пасха
- 1984 : Monsieur de Pourceaugnac
- 1986 : fr:Chère canaille